# Safety Bay
Safety Bay är en del av en befolkad plats i Australien. Den ligger i kommunen Rockingham och delstaten Western Australia, omkring 41 kilometer söder om delstatshuvudstaden Perth.
Runt Safety Bay är det tätbefolkat, med 257 invånare per kvadratkilometer.. Närmaste större samhälle är Rockingham, nära Safety Bay. 
Genomsnittlig årsnederbörd är 1 018 millimeter. Den regnigaste månaden är maj, med i genomsnitt 176 mm nederbörd, och den torraste är februari, med 9 mm nederbörd.